# William Brindle
William Brindle Quiroga, (nacido en el año 1932 en Santurce, Puerto Rico) es un exjugador de baloncesto puertorriqueño.

## Trayectoria
William nació en Santurce en el 1932. Se muda a Corozal y luego en el 1948 se instala en Río Piedras. Su primera toma de contacto con el Baloncesto fue en  "Línea Nuevo Trato" de Corozal, en 3.ª categoría. El primer equipo de categoría profesional donde jugó fue el Cangrejeros de Santurce en el año 1949. En el año 1950 juega en la Universidad de Puerto Rico. Aquí interrumpe su participación en el baloncesto superior para servir en el ejército de los Estados Unidos. En el ejército asiste a la escuela de oficiales y obtiene el rango de 2.º. Teniente. Estando destinado en Panamá juega baloncesto durante los años 1951-1952 del equipo Carta Vieja de ese país. A su regreso del ejército ficha por los Vaqueros de Bayamón en los años 1954 y 1955. Del año 1956 al 1960 es reclutado por los Cardenales de Río Piedras. Mientras cursa estudios de medicina en España, juega del 1956 al 1959 en el Real Madrid.